# Церемония открытия летних Олимпийских игр 2024
Церемония открытия летних Олимпийских игр 2024 года в Париже началась 26 июля в 19:30 по центральноевропейскому летнему времени (17:30 UTC). В соответствии с Олимпийской хартией в программу мероприятия вошли художественная программа, демонстрирующая культуру принимающей страны и города, парад спортсменов и зажжение олимпийского огня. Игры были официально открыты президентом Франции Эмманюэлем Макроном.
Впервые церемония открытия прошла не на стадионе, а непосредственно в городе. Местом действия была выбрана река Сена. Около 300 тысяч зрителей собрались в центре Парижа вдоль её берегов, чтобы увидеть парад речных барж и катеров, на которых плыли участники спортивных команд из разных стран. На одной барже могли плыть как одна команда, так и сразу несколько. На протяжении почти всей церемонии шёл сильный дождь, но это не помешало её проведению.
Олимпийскую клятву от имени спортсменов принесли метательница молота Мелина Робер-Мишон и пловец Флоран Маноду (они же несли флаг Франции во время парада наций на Сене). Олимпийский огонь зажгли трёхкратные олимпийские чемпионы дзюдоист Тедди Ринер и легкоатлетка Мари-Жозе Перек. Огонь на последнем этапе эстафеты им передал 100-летний Шарль Кост, олимпийский чемпион 1948 года.

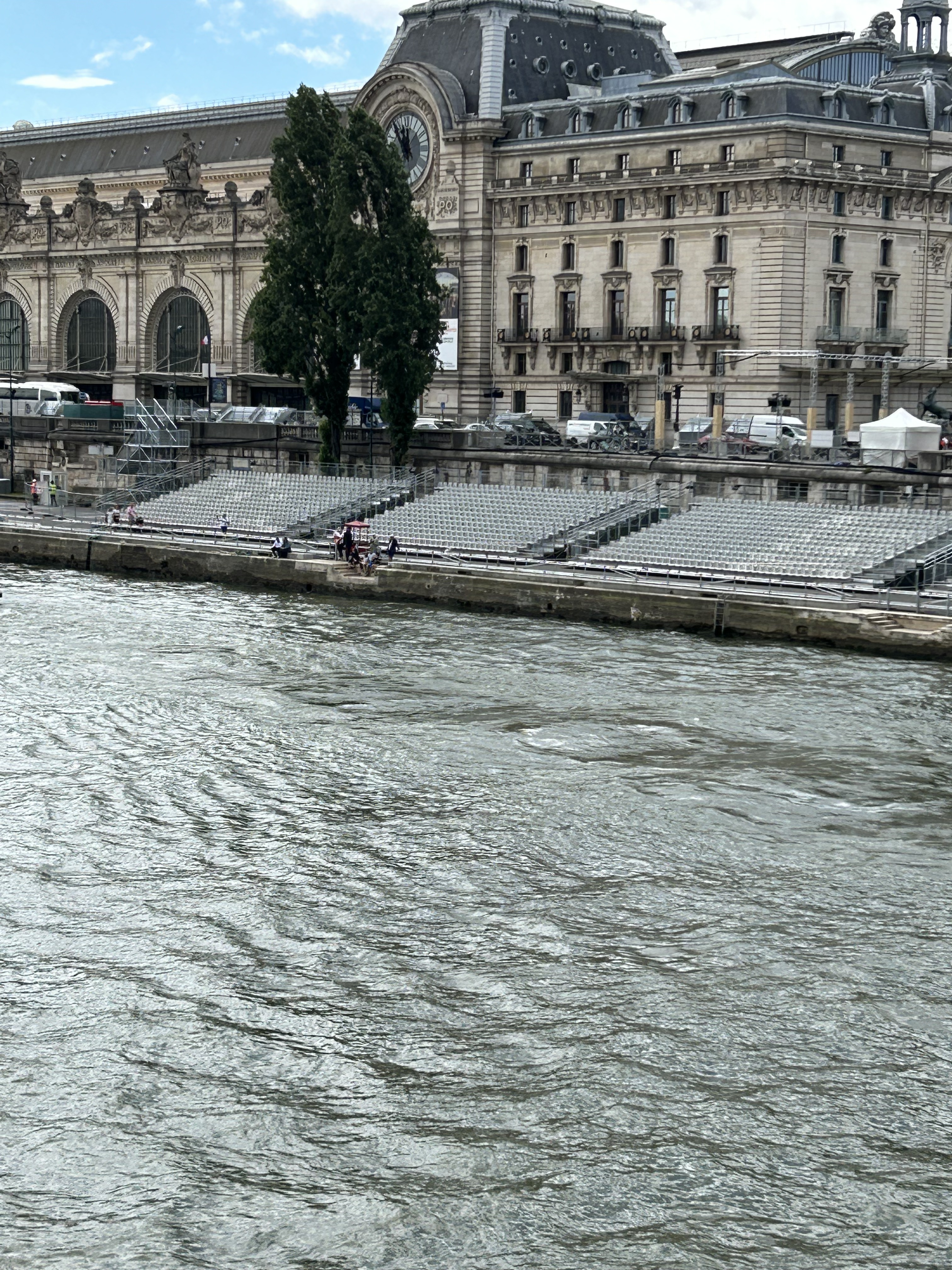
Трибуны для зрителей на набережной Орсе, Левый берег

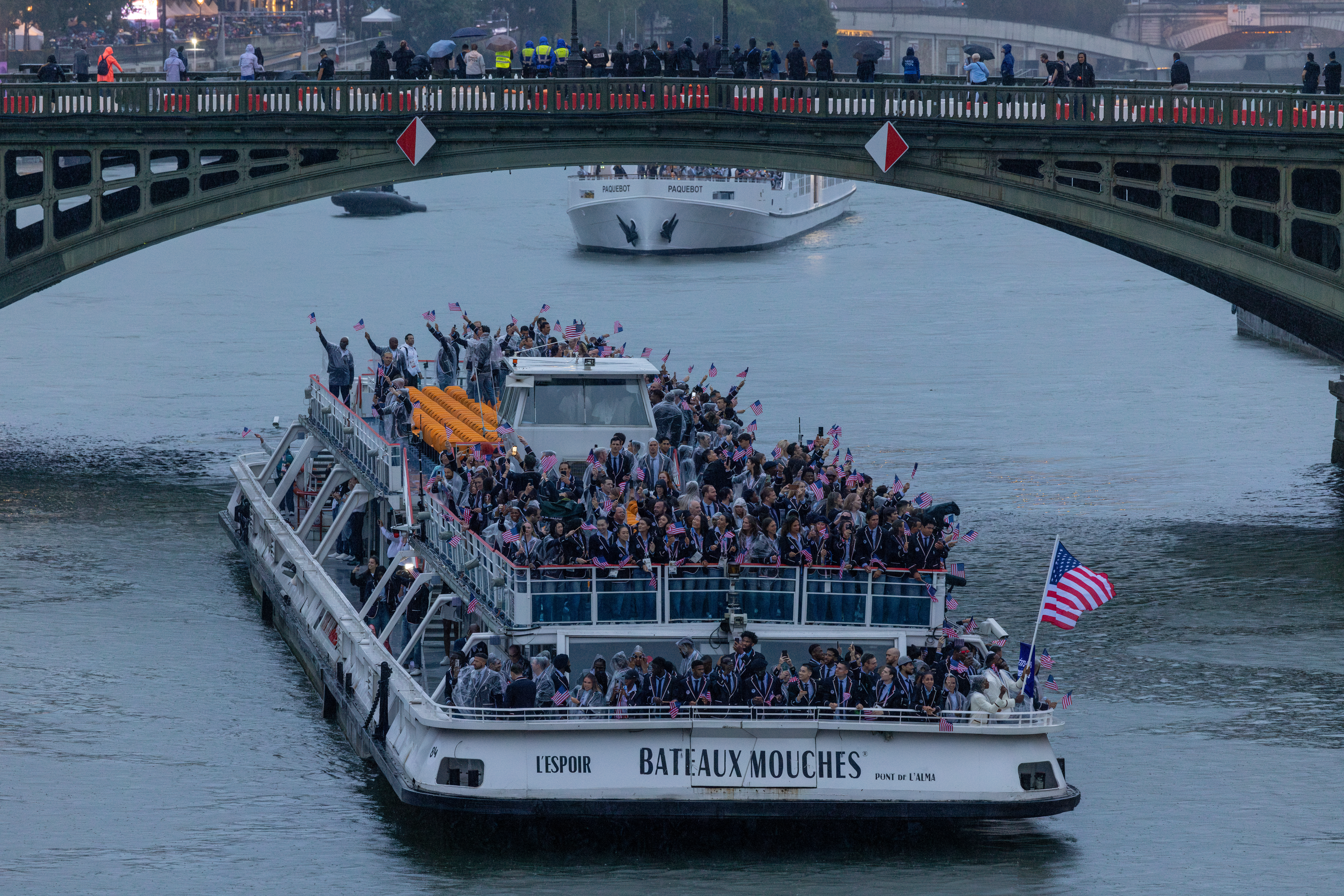
Олимпийская сборная США машет зрителям во время церемонии открытия

## Создатели
- Режиссёр: Тома Жоли[фр.]
- Музыкальный руководитель: Виктор ле Ман[фр.]
- Хореограф: Мод ле Пладек[фр.]
- Художник по костюмам: Дафне Бюрки[фр.]
- Главный костюмер: Оливье Берио[фр.]
- Сценаристы: Патрик Бушерон[фр.], Дамьен Габриак, Фанни Эрреро[фр.], Лейла Слимани
- Дикторы: Валери Каль[англ.] (фр. ), Стив Аллан (англ. )

## Музыкальные номера
Более полную статью о музыкальном сопровождении церемонии см. Cérémonie d’ouverture des Jeux olympiques d'été de 2024 — Programmation musicale (фр.)
- Mon truc en plumes, песня Зизи Жанмер (Леди Гага);
- Galop infernal композитора Жака Оффенбаха из оперетты «Орфей в аду», танец канкан (артисты кабаре «Мулен Руж»);
- Французская металл-группа Gojira. В начале композиции актриса, в образе обезглавленной Марии-Антуанетты, исполнила отрывок песни времён Великой французской революции «Ah! ça ira». Действие происходило в Консьержери, бывшей тюрьме, где Мария-Антуанетта провела свои последние дни[1][2];
- Хабанера из оперы «Кармен» (Марина Виотти[фр.] и Оркестр Парижа);
- Pookie[англ.], Djadja, For me formidable[фр.] Шарля Азнавура, «Богема» (Ая Накамура и Оркестр Национальной гвардии Франции[фр.];
- Viens, Hymen, ария из «Галантных Индий» Жан-Филиппа Рамо (Якуб Орлинский);
- Imagine (Жюльет Армане[англ.] и Софьян Памар[англ.]);
- Олимпийский гимн в исполнении Хора Радио Франции[фр.] и Национального оркестра Франции;
- Hymne à l'amour[англ.] Эдит Пиаф (Селин Дион).

## Безопасность
Для обеспечения безопасности церемонии были привлечены 45 тысяч полицейских, 10 тысяч военнослужащих и 2 тысячи сотрудников частных охранных агентов. Кроме того, для охраны порядка были задействованы снайперы и дроны.

## Инциденты

### Пародия на картину «Тайная вечеря»
Сегмент «Festivité» содержал сцену с дрэг-артистами, воссоздающими картину Леонардо да Винчи «Тайная вечеря». Из-за сравнения с религиозным произведением данная сцена подверглась резкой критике со стороны католиков и других христиан как кощунственная, высмеивающая христианство, а также из-за антидрэг настроений. Присутствие ребёнка в сцене также вызвало критику и возмущение.
Первоначально подтверждения, что это была отсылка именно к картине да Винчи, от организаторов не было. Пытаясь замять скандал, было высказано предположение, что данная сцена могла быть вдохновлена картиной «Пир богов», написанной Ян ван Бейлертом. Позже организаторы Олимпиады признали, что сцена была вдохновлена «Тайной вечерей»: «Для сегмента «Festivité» Томас Джолли черпал вдохновение в знаменитой картине Леонардо да Винчи, чтобы создать обстановку. Он не первый художник, который ссылается на всемирно известное произведение искусства. От Энди Уорхола до Симпсонов, многие делали это до него».
Организационный комитет Олимпиады в Париже принес извинения тем, кого задела церемония открытия Игр, где была показана скандальная пародия на шедевр Леонардо да Винчи «Тайная вечеря». Американская телекоммуникационная компания C Spire уже заявила о решении отозвать рекламу с Олимпийских игр.
28 июля организаторы принесли извинения за выступление, заявив, что «у нас никогда не было намерения проявить неуважение к какой-либо религиозной группе. [Церемония открытия] была направлена на празднование толерантности общества». Режиссёр церемонии Тома Жолли заявил, что религиозная провокация не была в его планах.

### Представление Южной Кореи
Во время Парада наций делегация Южной Кореи дикторами на двух языках была представлена как Корейская Народно-Демократическая Республика (фр. République populaire démocratique de Corée, англ. Democratic People's Republic of Korea). После этого инцидента Международный Олимпийский комитет опубликовал извинения в корейскоязычном сегменте социальной сети X, однако подобное сообщение не было продублировано в англоязычном аккаунте.

### Поднятие Олимпийского флага
При исполнении Олимпийского гимна в ходе церемонии открытия поднимаемый Олимпийский флаг был подвешен на флагшток в перевернутом виде. На брифинге представитель МОК Марк Адамс сказал: «Мы сожалеем об этом происшествии. В ходе организации происходит всякое. Мы продолжаем двигаться дальше, это не конец света».